# Ramsele landskommun
Ramsele landskommun var en tidigare kommun i Västernorrlands län. Centralort var Ramsele och kommunkod 1952–73 var 2223.

## Administrativ historik
Ramsele landskommun inrättades den 1 januari 1863 i Ramsele socken i Ångermanland  när 1862 års kommunalförordningar trädde i kraft.
Vid kommunreformen 1952 bildade den "storkommun" genom sammanläggning med grannkommunen Edsele.
Den 1 januari 1962 överfördes till Ramsele kommun och församling ett obebott område omfattande en areal av 0,47 km² land, från Ströms landskommun och församling i Jämtlands län.
Den 1 januari 1971 infördes enhetlig kommuntyp och Ramsele landskommun ombildades därmed, utan någon territoriell förändring, till Ramsele kommun. Tre år senare blev dock kommunen en del av Sollefteå kommun.

### Kyrklig tillhörighet
I kyrkligt hänseende tillhörde kommunen Ramsele församling. 1 januari 1952 tillkom Edsele församling.

## Kommunvapnet
Blasonering: Sköld delad av guld, vari två blå laxar över varandra med röd beväring (därest dylik skall komma till användning), och blått, vari två spetsar av guld.
Detta vapen fastställdes av Kungl. Maj:t den 19 september 1945. Se artikeln om Sollefteå kommunvapen för mer information.

## Geografi
Ramsele landskommun omfattade den 1 januari 1952 en areal av 1 508,50 km², varav 1 439,00 km² land.

### Tätorter i kommunen 1960
| Tätort  | Folkmängd |
| ------- | --------- |
| Ramsele | 1 564     |
| Edsele  | 279       |
| Finfors | 213       |

Tätortsgraden i kommunen var den 1 november 1960 35,0 procent.

## Politik

### Mandatfördelning i valen 1938-1970
| 13 | 3 | 9 |

| 24 |

| 14 | 8 | 3 |

| 24 |

| 3 | 10 |  | 9 | 2 |

| 23 |

| 3 | 21 | 12 | 2 | 2 |

| 37 |

| 2 | 23 | 9 | 3 | 3 |

| 34 | 6 |

| 2 | 23 | 11 |  | 3 |

| 35 |

| 3 | 22 | 10 | 2 | 3 |

| 34 | 6 |

| 4 | 17 | 9 |  | 4 |

| 30 | 5 |

| 3 | 19 | 9 |  | 3 |

| 27 | 8 |

### Fotnoter
1. ↑  Folkmängd 31. 12. 1971 enligt indelningen 1. 1. 1972 (SOS) Del, 1. Kommuner och församlingar, SCB, 1972, ISBN 978-91-38-00209-4, läs online.[källa från Wikidata]
2. ↑  Per Andersson: Sveriges kommunindelning 1863–1993, Draking, Mjölby 1993, ISBN 91-87784-05-X, s. 92
3. ↑   (PDF) Folk- och bostadsräkningen den 1 november 1965, I. Folkmängd inom kommuner och församlingar samt kommunblock efter kön, ålder, civilstånd m.m.. Stockholm: Statistiska centralbyrån. 1966. sid. 59. Arkiverad från originalet den 24 januari 2015. https://www.webcitation.org/6VpIdxjHN?url=http://www.scb.se/Grupp/Hitta_statistik/Historisk_statistik/_Dokument/SOS/Folk_o_bostadsrakningen_1965_1.pdf. Läst 24 januari 2015 Arkiverad 24 september 2015 hämtat från the Wayback Machine.
4. ↑  ”Svenska Heraldiska Föreningens vapendatabas”. Arkiverad från originalet den 18 oktober 2012. https://web.archive.org/web/20121018011750/http://databas.heraldik.se/index.php. Läst 4 januari 2011.
5. ↑   (PDF) Folkräkningen den 31 december 1950, I, Areal och folkmängd inom särskilda förvaltningsområden m.m., Tätorter. Stockholm: Statistiska centralbyrån. 1952-05-19. sid. 109. Arkiverad från originalet den 1 oktober 2014. https://www.webcitation.org/6T09ZkyrB?url=http://www.scb.se/Grupp/Hitta_statistik/Historisk_statistik/_Dokument/SOS/Folkrakningen_1950_1.pdf. Läst 9 oktober 2014 Arkiverad 29 oktober 2013 hämtat från the Wayback Machine.
6. ↑  SCB Folkräkningen 1960 del 2 Arkiverad 24 september 2015 hämtat från the Wayback Machine. sida 42 i pdf:en

- Se kartdata överlagrat på OSM (Kartdata)